# Wiaczesław Dżawanian
Wiaczesław Dżawanian (ur. 5 kwietnia 1969 w Groznym) – rosyjski kolarz szosowy startujący wśród zawodowców w latach 1992–1998, zwycięzca Tour de Pologne.

## Najważniejsze zwycięstwa
- 1996 - dwa etapy i klasyfikacja generalna Tour de Pologne
- 1997 - dwa etapy i klasyfikacja generalna Regio Tour